# Polyosma kingiana
Polyosma kingiana är en tvåhjärtbladig växtart som beskrevs av Schlechter. Polyosma kingiana ingår i släktet Polyosma och familjen Escalloniaceae. Inga underarter finns listade i Catalogue of Life.